# Peter Altmaier

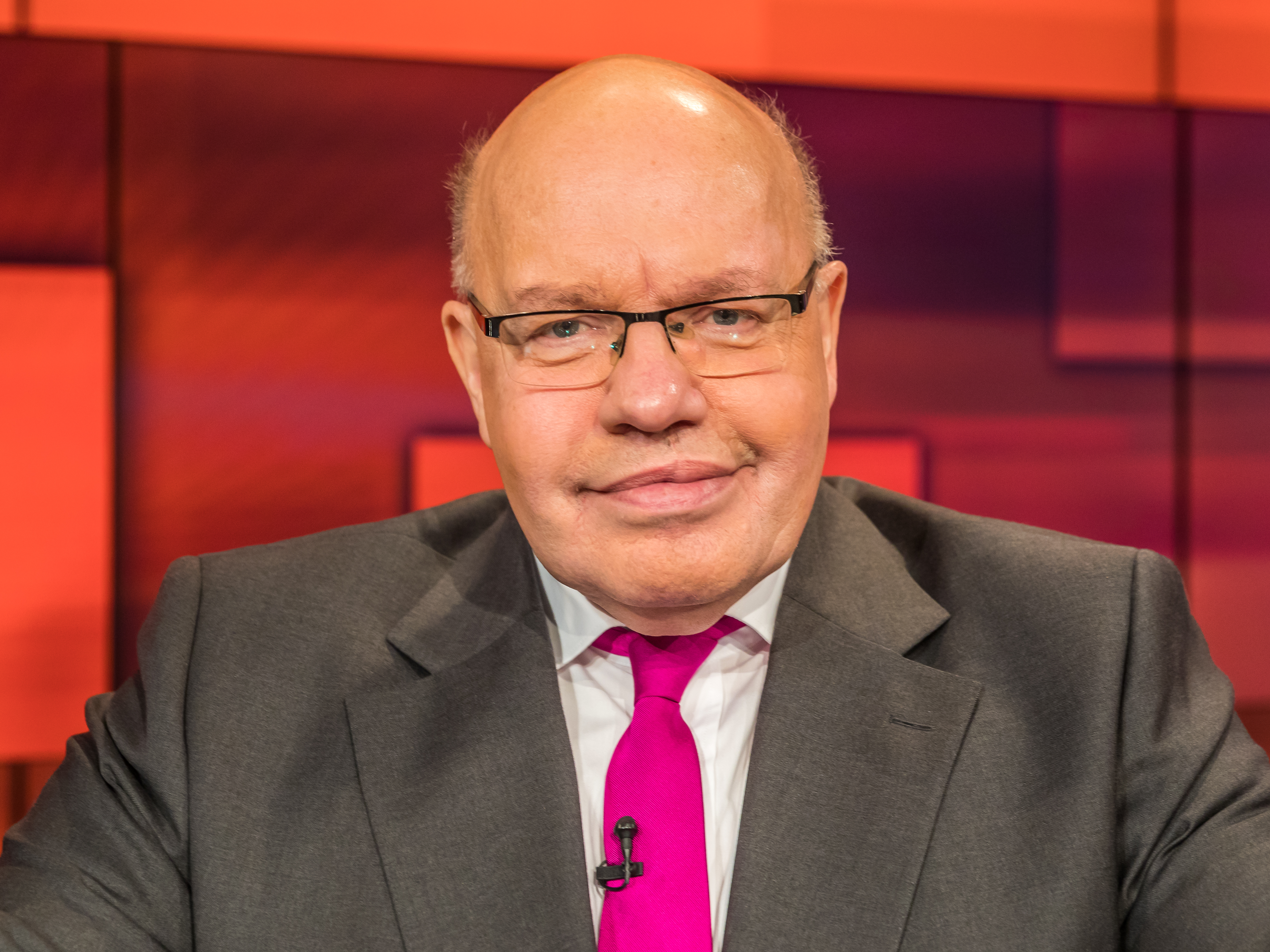
Peter Altmaier 2023.

Peter Altmaier, född den 18 juni 1958 i Ensdorf i Saarland, är en tysk jurist och konservativ politiker tillhörande Christlich Demokratische Union Deutschlands, CDU. Sedan 17 december 2013 är han minister utan portfölj (Minister för särskilda uppgifter) och chef för det tyska förbundskanslerämbetet i Regeringen Merkel III.
Han arbetade för EU-kommissionen från 1990 till 1994, och är ledamot av Förbundsdagen sedan 1994. Förbundskansler Angela Merkel föreslog den 16 maj 2012 för förbundspresident Joachim Gauck att Altmaier skulle tillträda som miljöminister i Tyskland efter Norbert Röttgen. Den 22 maj tog han över som miljöminister och innehade posten till regeringsombildningen i december 2013.

## Biografi
Efter studentexamen 1978 utförde Altmaier värnpliktstjänst och började 1980 studera juridik. Han avlade första juridisk statsexamen 1985 och andra juridisk ämbetsexamen 1988. Därefter var han vetenskaplig medarbetare på Europainstitutet vid Saarlands universitet. Han är sedan 1990 anställd av Europeiska kommissionen och var från 1993 till 1994 generalsekreterare för Administrativa kommissionen för social trygghet för migrerande arbetare. Han är tjänstledig från anställningen sedan 1994. 
Altmaier talar flytande engelska, franska och nederländska. Han är katolik och ensamstående.

### Parti och parlament
Altmaier blev medlem i Junge Union 1974 och i CDU 1976. Han är sedan 1991 medlem av CDU Saarlands styrelse. Från 2000 till 2008 var Altmaier dessutom ledare för CDU i Landkreis Saarlouis.

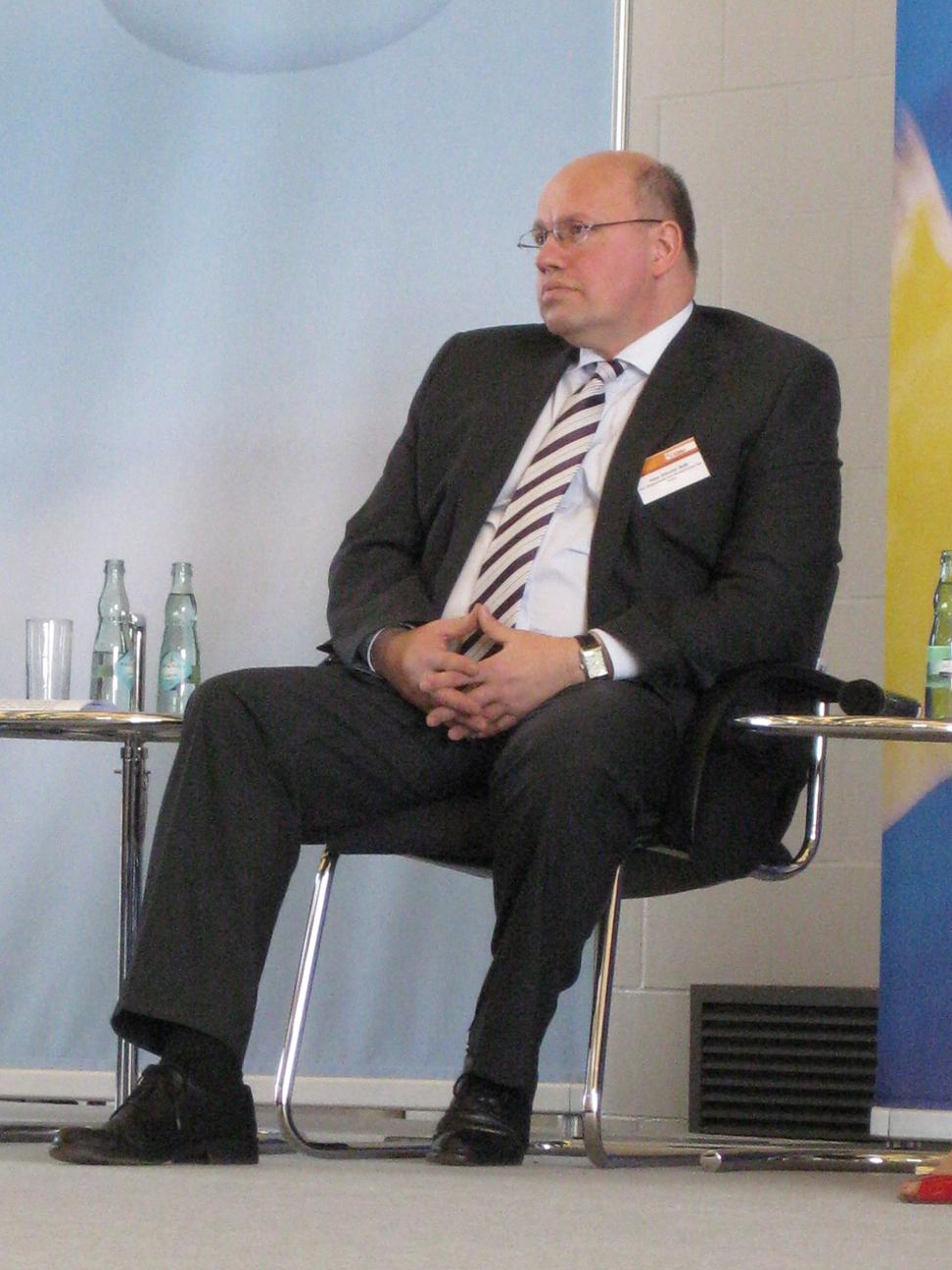
Peter Altmaier (2009)

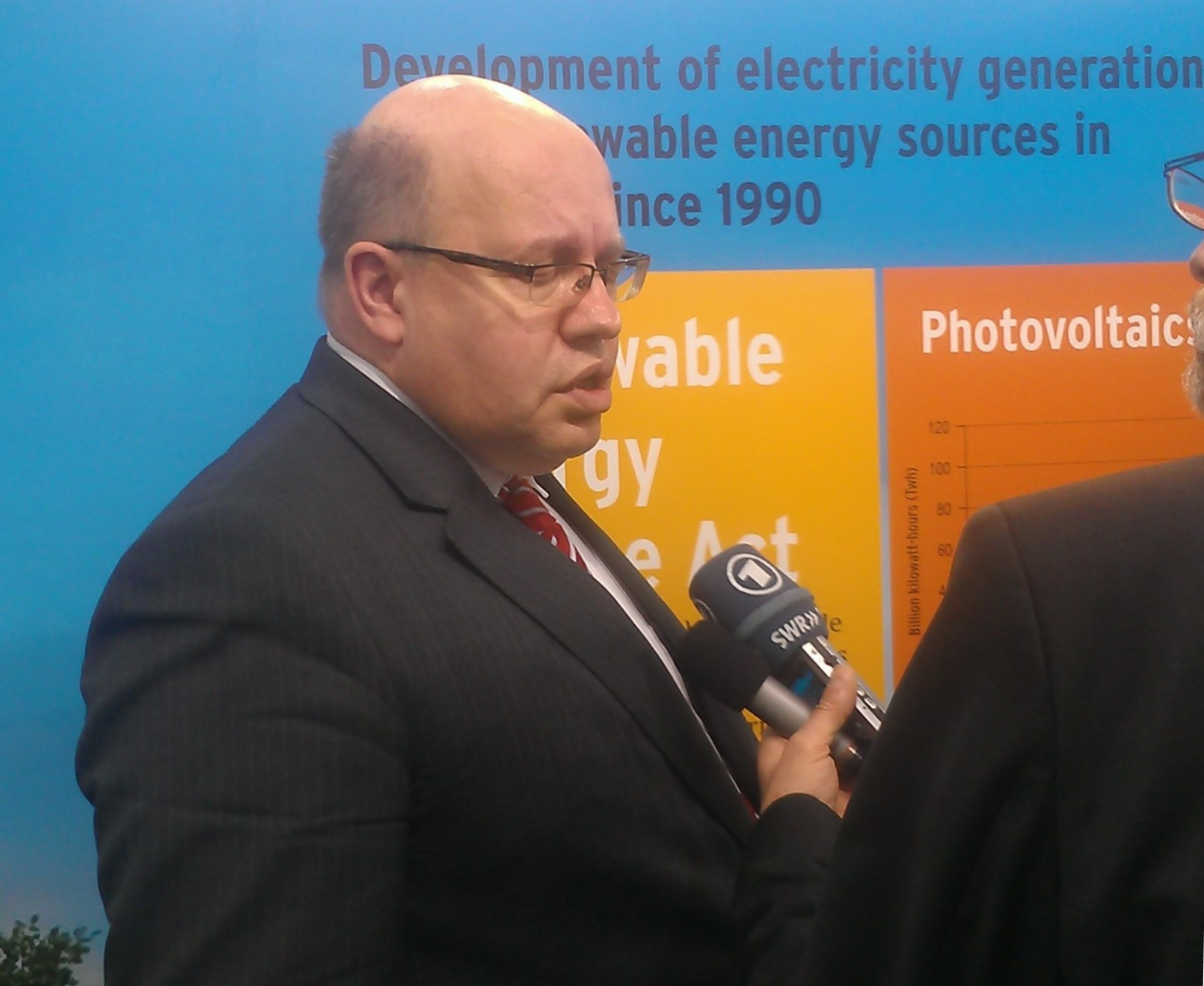
Peter Altmaier på World Future Energy Summit i AbuDhabi 2013

Altmaier är sedan 1994 ledamot av Förbundsdagen. Där var han från 1998 till 2000 ordförande i justitieutskottets underutskott för Europarätt. Han var del av en samtalsgrupp av unga politiker bestående av kristdemokrater och gröna politiker, den så kallade Pizza-Connection. Altmaier var från 2002 till 2005 medlem av styrelsen för CDU/CSU:s förbundsdagsgrupp och från 2009 till 2012 dess Erster Parlamentarischer Geschäftsführer.
Peter Altmaier var till 2009 vald till Förbundsdagen på CDU:s partilista, och är sedan Förbundsdagsvalet i Tyskland 2009 direktvald från sin hemvalkrets i Saarlouis.

### Offentliga ämbeten
Altmaier blev den 23 november 2012 parlamentarisk statssekreterare vid Tysklands inrikesministerium . Den 16 maj 2012 nominerade förbundskansler Angela Merkel honom till ny miljöminister i Tyskland.

### Europapolitiker
Altmaier är en av få EU-tjänstemän i tysk politik. Han har varit ledamot i EU-utskottet i Förbundsdagen och suppleant i europeiska författningskonventet. Han är riddare av den franska Hederslegionen.

## Politiska ståndpunkter
Peter Altmaier gjorde på 1990-talet sig till talesman för en modernisering av den tyska medborgarskapslagstiftningen och höll kontakt med invandrare, flyktingorganisationer och kyrkan. Han talade för ett närmande mellan CDU och Allians 90/De gröna. Altmaier räknas till sitt partis förnyare. Han har också fört samtal med Piratpartiet om datasäkerhet och upphovsrätt.